# Fort McMurray/Mildred Lake Airport
Fort McMurray/Mildred Lake Airport (engelska: Mildred Lake Airport) är en flygplats i Kanada.   Den ligger i provinsen Alberta, i den centrala delen av landet, 2 800 km väster om huvudstaden Ottawa. Fort McMurray/Mildred Lake Airport ligger 316 meter över havet. Den ligger vid sjön Mildred Lake.
Terrängen runt Fort McMurray/Mildred Lake Airport är platt. Trakten runt Fort McMurray/Mildred Lake Airport är nära nog obefolkad, med mindre än två invånare per kvadratkilometer..
I omgivningarna runt Fort McMurray/Mildred Lake Airport växer i huvudsak barrskog.